# Eddie Tolan
Eddie Tolan , född 29 september 1908 i Denver i Colorado, död 31 januari 1967 i Detroit i Michigan, var en amerikansk friidrottare.
Tolan blev olympisk mästare på 100 meter och 200 meter vid olympiska sommarspelen 1932 i Los Angeles.